# 검은 미망인
검은 미망인(러시아어: шахидка)은 체첸 전쟁으로 가족을 잃은 여성들에 의해 조직된 테러 조직이다. 2010년 모스크바 지하철 폭탄 테러를 일으키기도 하였다.